# Marcel Pourchier
André Eugène Marcel Pourchier (1897 – 1944) est un officier (commandant puis lieutenant-colonel à titre posthume) et résistant français. Il est une figure marquante de troupes alpines françaises avant la Seconde Guerre mondiale

## Enfance
Il naît en 1897 dans le village perché de Beuil, dans les Alpes-Maritimes, à près de 1 500 mètres d’altitude. Il se destinait à être instituteur lorsque la guerre s'est déclarée.

## Carrière militaire
Mobilisé en 1916 au 4e régiment d’infanterie coloniale, il réussit Saint-Maixent puis se voit affecté comme aspirant au 29e bataillon de tirailleurs sénégalais. Promu sous-lieutenant en 1918, il est blessé et gazé devant Soissons et cité.
De 1920 à 1924, il participe à la campagne de Syrie. D’abord au 10e régiment de tirailleurs sénégalais où il est proposé pour Chevalier de la Légion d'honneur (décoration qu’il recevra en 1929) pour un fait d’armes accompli à la tête de sa section de mitrailleuses. Il sert ensuite au RICM.
Il est alors affecté à l’Armée Française du Rhin au 20e régiment de tirailleurs. Il demande à être versé dans l’infanterie métropolitaine. C’est en 1925 qu’il rejoint le 3e RIA à Antibes, puis après avoir représenté la France aux jeux olympiques de Saint-Moritz en 1928 (Course de Patrouilles où il termine la course sous les acclamations en portant un de ses coéquipiers défaillant), il est, au sein du 141e RIA, chef de l’école de ski de la 15e région militaire à Beuil. En 1930, il est l'initiateur du premier tremplin de saut à ski construit à Beuil.
Nommé capitaine en 1931, il est affecté au 27e BCA à Annecy. L’année suivante, le général Edmond Louis Dosse lui confie la création et l’organisation d’une école militaire de ski et de haute montagne, l'EHM, à Chamonix. Il commande cette école jusqu’à la déclaration de guerre, s’imposant à tous par ses qualités humaines, ses talents de montagnard et son sens pratique. Il joue un rôle capital pour relever le niveau technique et l’équipement des troupes alpines.
À la déclaration de guerre, d’abord affecté au 199e BCHM, il est rapidement appelé à l’état-major de l’armée pour faire réaliser les effets nécessaires à l’expédition de Scandinavie. L’équipement des chasseurs de la Brigade de haute montagne sera sans équivalent. Il participe à la campagne de Norvège comme chef du 4e Bureau (logistique) du général Béthouart. Il se distingue par son activité inlassable, malgré les difficultés considérables dues au terrain, aux circonstances et aux bombardements.
En 1942, il est chef de bataillon à l’état-major de la 3e DBCA à Chambéry, jusqu’à la dissolution de l’armée d’armistice.

## Résistance
Sollicité par Pierre Dalloz pour participer à l’élaboration du plan Montagnards, pour la création d'un réduit de résistance dans le massif du Vercors, pour la partie logistique, il répond : « S’il s’agit de résistance et si c’est sérieux, vous pouvez compter sur moi ». Il est ainsi le premier officier d'active à rejoindre le Vercors. Au début de 1943, il entreprend de recenser les capacités d’accueil du massif, les gites, les ressources alimentaires, les points d’eau, les véhicules, les réserves de carburant, les zones favorables aux parachutages. Il parcourt le plateau de long en large et participe au premier comité de combat du Vercors. Menacé par l’OVRA en mai, il n’a d’autre parti que de se replier sur Nice, où il rejoint le colonel Journois, commandant l’ORA et chef local du sous-réseau Druide, rattaché au réseau Alliance.
Le 4 janvier 1944, il tombe dans un guet-apens tendu par la Gestapo. Le 28 avril, Pourchier est transféré à Schirmeck. Dans la nuit du 1er au 2 septembre 1944, sentant les Alliés proches, les nazis exécutent au Struthof 471 déportés, dont 108 agents d’Alliance. Parmi eux, Marcel Pourchier.